# قيادة القوات الأمريكية البريطانية الهولندية الأسترالية

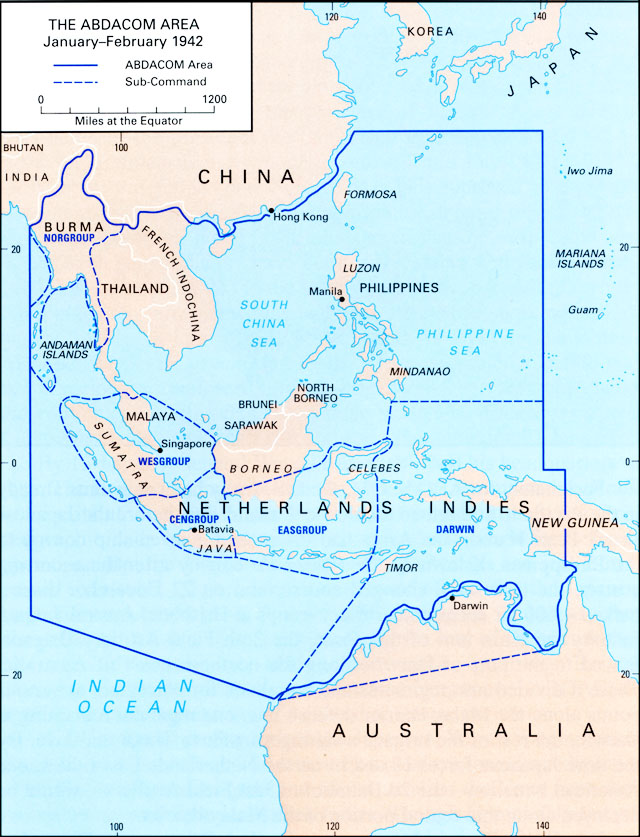
منطقة القوات الأمريكية البريطانية الهولندية الأسترالية

قيادة القوات الأمريكية البريطانية الهولندية الأسترالية American-British-Dutch-Australian (ABDA) كانت قيادة عليا قصيرة العمر لكل قوات الحلفاء في جنوب شرق آسيا أوائل عام 1941م أثناء حرب المحيط الهادئ في الحرب العالمية الثانية.